# Ptinomorphus perpulchrus
Ptinomorphus perpulchrus is een keversoort uit de familie klopkevers (Anobiidae). De wetenschappelijke naam van de soort is voor het eerst geldig gepubliceerd in 1917 door Obenberger.